# Хоросница (река)
Хоросница (укр. Хоросниця) — река в Яворовском районе Львовской области Украины. Правый приток реки Вишня (бассейн Вислы).
Длина реки 12 км, площадь бассейна 38 км². Река слабоизвилистая, пойма местами заболочена.
Истоки расположены к югу от села Рогозно. Река течёт в основном на юго-запад между пологими холмами Надсанской низменности. Впадает в Вишню к северу от села Твиржа.
Основной приток — Гучек (правый).
В верховьях Хоросницы построено водохранилище Оселя.
На реке расположено село Хоросница.